# Kwas miodowy

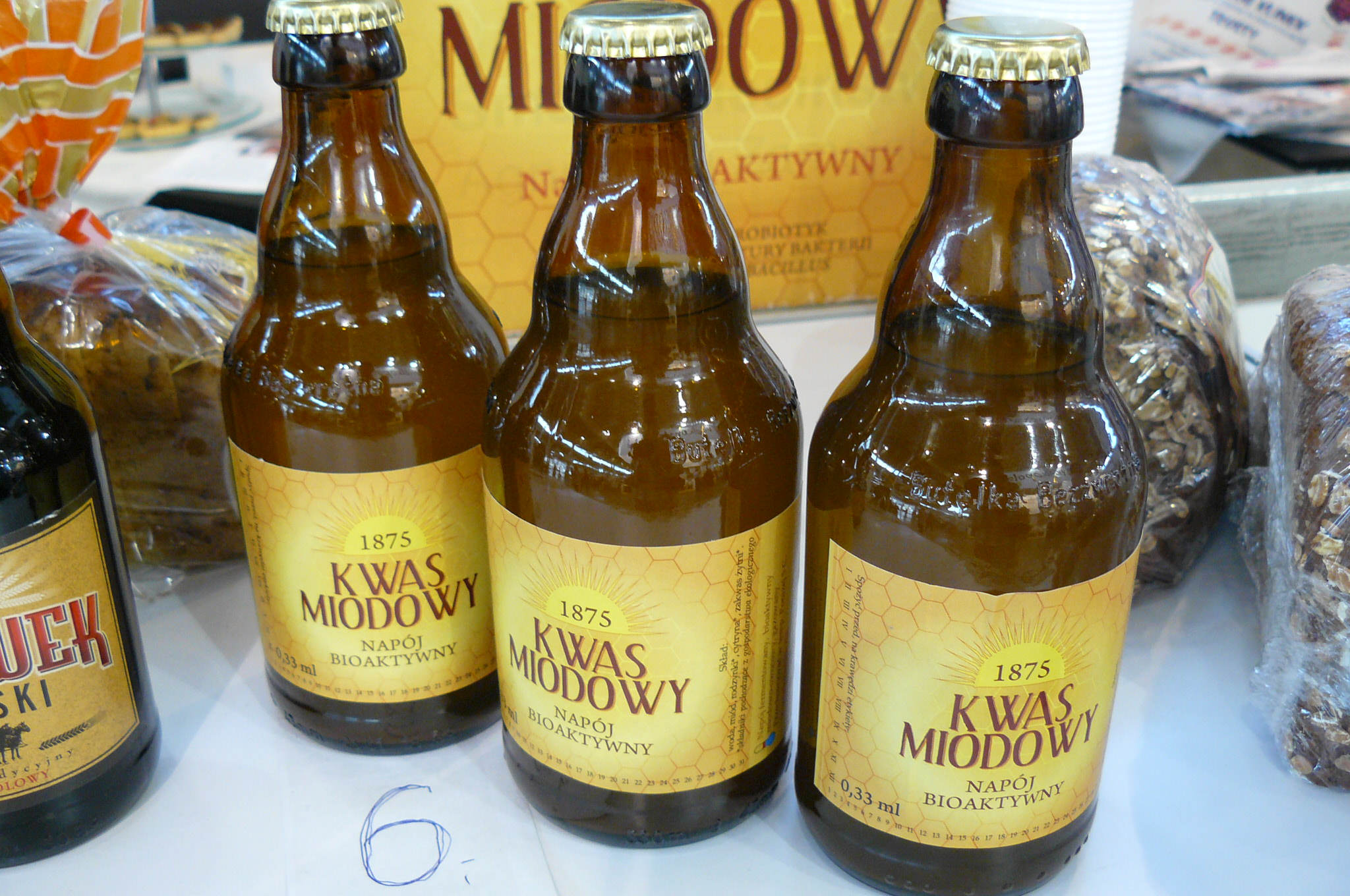
Polski kwas miodowy

Kwas miodowy – napój bezalkoholowy chłodzący, charakterystyczny dla kuchni rosyjskiej oraz litewskiej.
Napój wytwarza się na bazie miodu, rodzynek i cytryn z dodatkiem mąki i drożdży, zalanych gorącą wodą w odpowiednim, często kamionkowym, naczyniu. Po kilkunastu godzinach (do jednej doby) wstępnie sfermentowany płyn zlewa się do butelek i odstawia w zimne miejsce. Jest gotowy do spożycia po trzech dniach.